# Ваза Франсуа
Ваза Франсуа, або Кратер Клітія — чорнофігурний кратер з волютами, який ознаменував собою переломний етап у давньогрецькій кераміці.
Ваза знайдена 1844 року у етруському похованні некрополя Фонте-Ротелла поблизу сучасного муніципалітету Кьюзі в Італії археологом Алессандро Франсуа (чиє прізвище дало назву вазі). Датована близько 570 до н. е. Нині зберігається в археологічному музеї Флоренції. На корпусі кратера містяться два написи «Έργότιμος μεποιεσεν» та «Κλειτίας μεγραφσεν», що означає відповідно «Мене створив Ерготім» та «Мене розписав Клітій». Висота кратера становить 0,66 м, максимальний діаметр — 1,8 м.
У XIX столітті Ваза Франсуа виставлялась у музеї Флоренції та одразу стала одним з найпопулярніших експонатів. Через необережність охоронець розбив її на 638 уламків. Вазу було склеєно, а тріщини заповнено гіпсом.

## Розпис вази
Ваза Франсуа унікальна тим, що містить на 6 фризах більше ніж 200 різних фігур грецької міфології. На верхньому фризі, на шиї кратера, сторона А зображує полювання на Калідонського вепря, а також героїв Мелеагра, Пелея та Аталанту. Дія відбувається в оточенні двох сфінксів, які відділені орнаментальною смугою лотоса і пальметами. З іншого боку вази на цьому ж фризі змальована сцена танцюючої афінської молоді на чолі з Тесеєм, який грає на лірі, стоячи навпроти Аріадни.
На другому згори фризі на стороні А зображені колісниці в русі як частина поховальної процесії Патрокла, влаштованої його другом Ахіллом і останній рік Троянської війни. Ахілл стоїть перед бронзовою триногою — один з призів, що здобули герої Діомед та Одіссей. На стороні Б лапітів із кентаврами. Найвідоміша з цих баталій відбулася на весіллі Пейрітоя та Гіпподамії. Сцена також зображує смерть героя лапітів Кенея.
Третій фриз найвищий з обох сторін та найвідоміший у верхній частині тіла посудини. Він зображує хід богів на весіллі Пелея і Фетіди. Через численні відомі деталі про цю процесію весільна хода якнайбільше пасувала для прикраси центрального поясу вазу. Наприкінці процесії показано власне Пелея між вівтарем і храмом, у якому зображена сидячи Фетіда. Дорогою Пелей зустрічає свого вчителя кентавра Хірона, який очолює ходу разом з божественною Іридою. Їх супроводжують численні інші божества.
Четвертий фриз на стороні А зображує Ахіллеса, що чатує у засідці на Троїла за воротами Трої. На стороні Б сцена повернення Гефеста на Олімп. Гефест піднімається верхи на мулі, до олімпійських богів його веде Діоніс. За ними слідують групи силен та німф.
П'ятий фриз, найнижчий, показує численні фігури сфінксів і грифонів, обрамлені орнаментами із квітів лотоса та пальметами, а також леопардів і левів, що напали на бика, кабана й оленя. 
На ніжках вази з обох сторін розпис зображує битву пігмеїв і журавлів. Ручки також прикрашені: на їхній зовнішній стороні зображена, так звана, Господиня тварин, над нею віньєтка показує Аякса, що несе мертвого Ахілла. Внутрішні зони ручок показують Горгону з крилами.